# Dmitrij Kagarlicki
Dmitrij Siergiejewicz Kagarlicki, ros. Дмитрий Сергеевич Кагарлицкий (ur. 1 sierpnia 1989 w Czerepowcu) – rosyjski hokeista.

## Kariera
- Siewierstali 2 Czerepowiec (2004-2006)
- Chimik Mytiszczi / Chimik 2 Mytiszczi (2006-2008)
- Atłant Mytiszczi (2008/2009, 2009/2010)
- HK Riazań (2008-2009)
- Titan Klin (2009-2010)
- Mytiszczinskie Atłanty (2009/2010)
- Krylja Sowietow Moskwa (2010-2011)
  -  MHK Krylja Sowietow Moskwa (2010-2011)
- Mietałłurg Nowokuźnieck (2011-2013)
- Donbas Donieck (2013-2014)
- Awtomobilist Jekaterynburg (2014)
- Siewierstal Czerepowiec (2014-2018)
- Dinamo Moskwa (2018-2019)
- SKA Sankt Petersburg (2019-2020)
- Dinamo Moskwa (2020-2021)
- Ak Bars Kazań (2021-)

Wychowanek Siewierstali Czerepowiec. Od końca maja 2011 zawodnik Mietałłurga Nowokuźnieck. Po dobrej rundzie zasadniczej sezonu KHL (2012/2013) na początku stycznia 2013 został zawodnikiem Donbasu Donieck. Na początku marca 2013 roku przedłużył kontrakt z klubem o dwa lata. W lipcu 2014 został zawodnikiem Awtomobilista Jekaterynburg, a kilka dni później Siewierstali Czerepowiec. Od maja 2018 zawodnik Dinama Moskwa. W czerwcu przeszedł do SKA Sankt Petersburg. Z końcem kwietnia 2021 odszedł z klubu. W maju 2021 został zaangażowany przez Ak Bars Kazań.

## Osiągnięcia
Reprezentacyjne
- Złoty medal mistrzostw świata juniorów do lat 18: 2007

Indywidualne
- KHL (2017/2018):
  - Złoty Kask (przyznawany sześciu zawodnikom wybranym do składu gwiazd sezonu)[9][10]
- KHL (2018/2019):
  - Piąte miejsce w klasyfikacji strzelców w sezonie zasadniczym: 24 gole
    - Czwarte miejsce w klasyfikacji strzelców zwycięskich goli meczowych w sezonie zasadniczym: 7 goli

  - Czwarte miejsce w punktacji kanadyjskiej w sezonie zasadniczym: 61 punktów